# Avicranium renestoi
Avicranium renestoi (лат.) — вид вымерших пресмыкающихся из семейства Drepanosauridae подкласса диапсид, обитавших в верхнем триасе (210—203 млн лет назад). Единственный вид в роде Avicranium. Остатки происходят со знаменитого «Ранчо призраков» (Ghost Ranch или Whitaker Quarry) в штате Нью-Мексико (США), известное массовым захоронением триасовых динозавров рода Coelophysis.
Родовое название Avicranium образовано от двух слов: лат. avis — «птица» и cranium — «череп» и ссылается на необычную форму черепа рептилии, напоминающего голову птицы.

## Описание
Avicranium renestoi известен по единственной находке — голотипу AMNH FARB 30834, представляющий из себя череп в разрозненном состоянии и шейные позвонки.

### Череп

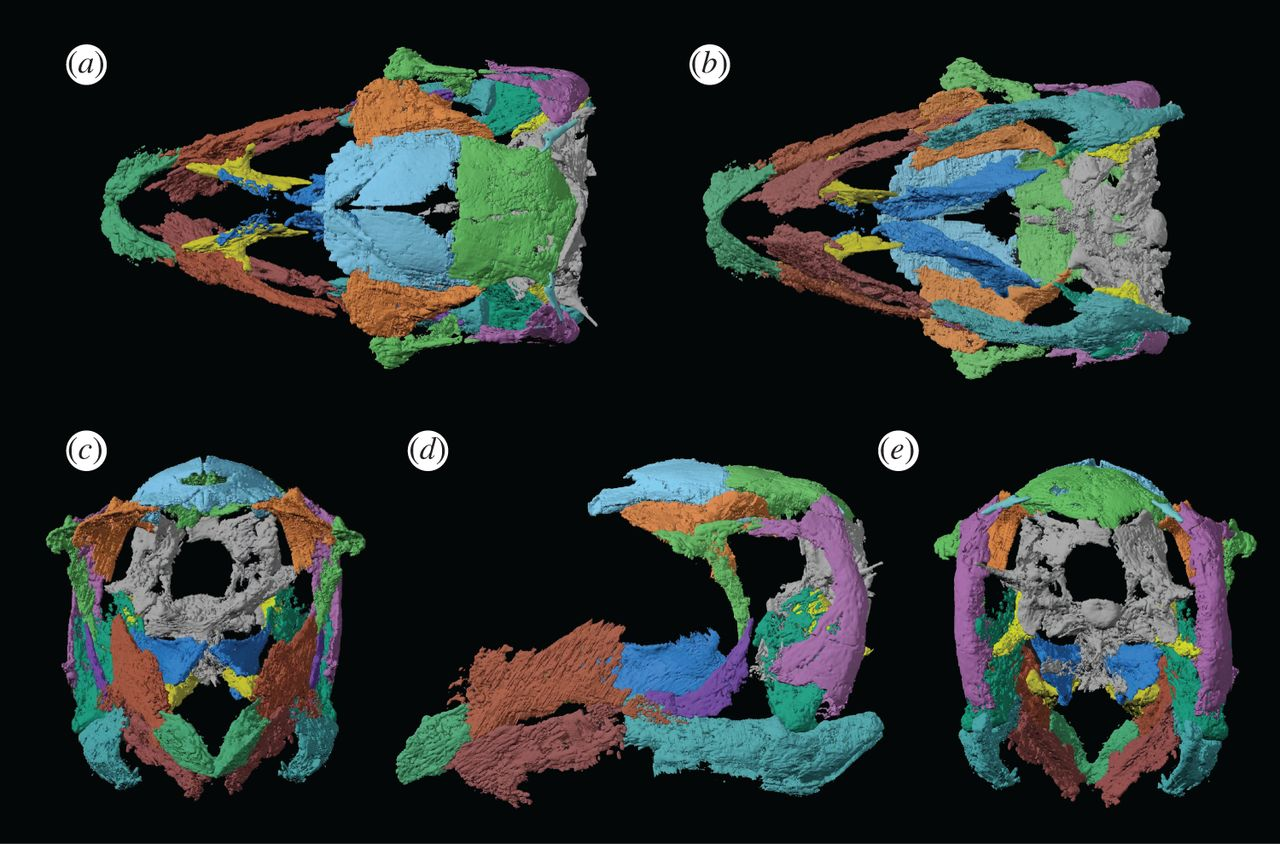
Череп

Самой интересной частью пресмыкающегося является его череп. Сочленения костей черепа подвижны (как и у некоторых других членов группы), что предполагает высокую подвижность. Челюсти вытянутые и заострённые (как у некоторых родственных родов, например Megalancosaurus preonensis), при этом полностью не имеющие зубов как в самих челюстях, так и на нёбе. Это может говорить о высокой специализации в питании.
Глазницы очень крупные, нёсшие большое глазное яблоко, что указывает на высокую остроту зрения. Возможна бинокулярность, характерная для активных животных. Такое строение является результатом конвергенции с такими животными как птицы, поздние птерозавры и тероподы из группы манирапторов.
Парные лобные и теменные кости образуют выпуклую структуру в передней и верхней частях черепа, что опять же характерно для гораздо более продвинутых диапсид — некоторых птерозавров и тероподов-манирапторов, животных с большим и хорошо развитым мозгом и имевших, скорее всего, активный образ жизни. Задняя часть теменной кости и костей глазной орбиты так же образуют выпуклости, но гораздо меньшего размера. Подобные черты говорят о приспособлении существа к активной жизни и способностью анализировать регулярно изменяющуюся окружающую среду, что вполне соответствует представлениям о древесном образе жизни дрепанозаврид.
Наличие наклона затылочной кости и затылочного мыщелка не установлено, однако он присутствует на реконструкции исследовательской группы на основании наличия аналогичного наклона у близкого родственника этого вида — Megalancosaurus preonensis.

### Плезиоморфии
Однако, несмотря на наличие большого числа прогрессивных черт, можно выделить ряд примитивных признаков (плезиоморфий): чешуйчатая кость несёт на себе архаичные признаки в виде костного обрамления на границе с квадратной костью, которое отсутствует у прогрессивных рептилий и характерно для диапсид; затылочная кость несёт вогнутость; овальное отверстие очень велико и занимает значительную часть затылочного края края мозга (как у примитивных рептилий); отсутствие обрамления квадратной кости вокруг ушного канала и отсутствие следов хряща, что предполагает так же и отсутствие барабанной перепонки, и, следовательно, отсутствия слуха. Описанные выше плезиоморфии вступают в резкий контраст с продвинутыми чертами самого животного и всех его родственников в целом.

## Систематика
Род Avicranium включают в семействе Drepanosauridae — диапсидных триасовых рептилий, чьи родственные связи — пока неразрешённая проблема для палеонтологов. С начала XXI века это семейство обычно включают в инфраотряд архозавроморф.

## Палеобиология
Скорее всего, Avicranium renestoi вёл древесный образ жизни, о чём говорят большие глаза и строение близких родственников. Возможно, основной рацион питания животного составляли различные беспозвоночные.